# Муаро-Джамби
Муаро-Джамби (индон. Muaro Jambi) — округ в составе провинции Джамби. Административный центр — город Сенгети.

## География
Площадь округа — 5326 км². На севере и востоке граничит с округом Восточный Танджунг-Джабунг, на северо-западе — с округом Западный Танджунг-Джабунг, на западе — с округом Батангхари, на юго-востоке — с округом Восточный Танджунг-Джабунг, на юге — с территорией провинции Южная Суматра. Внутри территории округа находится город-муниципалитет Джамби.

## Население
Согласно переписи 2010 года, на территории округа проживало 342 952 человека.

## Административное деление
Территория округа Муаро-Джамби административно подразделяется на 11 районов (kecamatan):
| - Южный Бахар - Северный Бахар - Джамби-Луар-Кота - Кумпех - Верхний Кумпех | - Муаро-Себо - Местонг - Секернан - Сунгай-Бахар - Сунгай-Гелам - Таман-Раджо |